# Hälsinglands runinskrifter 11
Runinskrift Hs 11 är en runsten som står vid Högs kyrka i Högs socken, Hudiksvalls kommun i Hälsingland.

## Stenen
Stenen upptäcktes 1702 i kyrkans östra mur. Den låg sedan inmurad i östra stigluckan tills den fritogs och restes på sin nuvarande plats år 1951. Materialet är ljusgrå granit och ornamentiken består av en runorm som ringlar utmed den pelarlika monolitens ytterkant. Den har en skada på sin vänstra sida. I motivets nedre del står ett kristet kors på en dubbel korsfot. Inskriften är från 1000-talet efter Kristi födelse och en översättning följer nedan:. 

## Inskriften
Runskrift (yngre futhark):
ᚢᛁᚠᚭᛋᛏᚱ : ᛚᛁᛏ ...(ᛋ)ᛅ : ᛋ---ᚿ ᚦᛁᚿᛅ : ᛅᛒᛏᛁᛦ : ᚢᛏᛅ : -ᛅ-ᚢᛦ ᛋᛁᚿ : ᚴᚢᚦ ᚼᛁᛅᛚᛒᛁ ᛋᛅᛚᚢ ᚼᚭᚿᛁᛋ : ᚦᛁᛦ ᛘᛅᚱᚴᛅᚦᚢ : ᚱᚢᚿᛅ : ᛅᛚᚢᛁᛦ • ᛅᚴ ᛒᚱᛅᛏᚱ :
Translitterering av runraden:
uifostr : lit ...(s)a : s---n þina : abtiR : uta : -a-uR sin : kuþ hialbi salu honis : þiR markaþu : runa : aluiR * ak bratr :
Normalisering till runsvenska:
Vifastr let [ræi]sa s[tæi]n þenna æftiʀ Udda, [f]a[ð]ur sinn. Guð hialpi salu hans. Þæiʀ markaðu runaʀ, Alveʀ/Ølveʀ ok Brandr.
Översättning till nusvenska:
Vifast lät resa denna sten efter Udde, sin fader. Gud hjälpe hans själ. De ristade runorna, Alver och Brand.

## Not
1. ↑  Om inte runtecknen nedan syns behövs ett unicode-typsnitt i din webbläsare eller operativsystem som stödjer unicode-runor (unicode 3.0).